# Egschiglen
Os Egschiglen são uma banda de folclore mongol, formada em Ulan Bator em 1991, uma das poucas bandas tradicionais da Mongólia populares na resto do mundo. Em português, "Egschiglen" significa "melodia harmoniosa".
Usam instrumentos tradicionais como o morin khuur (um violino com duas cordas feitas de crina de cavalo), o tobshuur (um alaúde feito com uma garganta de cisne), o joochin e percussão, para além do complementar canto tradicional, o khöömii. Com vários álbuns editados, Gereg, um dos mais recentes, recebeu boas críticas da imprensa especializada.

## Discografia
- Traditionelle Mongolische Lieder (1996)
- Gobi (1997)
- Zazal (2001)
- Gereg (2007)
- Best of Egschiglen (2008)